# Studium de Billom
Le studium de Billom est un espace d'enseignement médiéval présent à Billom, en Auvergne, entre le XIIe et la fin du XVe siècle.
L'établissement était présenté sous le nom de « studium » car possédait un système d'enseignement important à l'échelle régionale. Mais ce terme n'évoquait pas pour autant une université dans les textes qui le mentionnaient. La reprise du terme « université » pour le désigner est avant tout une création du XIXe siècle et de la littérature régionaliste.

## Historiographie
Ce « studium » est fréquemment mentionné comme une « université » par la littérature régionaliste et les ouvrages généralistes sur l'Auvergne. Or elle n'a jamais possédé ce titre et les effectifs était loin de correspondre à ceux des villes accueillant de réelles universités à l'époque. Il s'agit avant tout d'une appellation élaborée au XIXe siècle pour désigner ce petit établissement d'enseignement médiéval de Billom.
Les recherches actuelles en histoire médiévale évoquent ainsi un « mythe historiographique » concernant cet établissement et son rayonnement.

## Histoire
Les premières mentions d'une école à Billom dateraient du XIIe siècle bien qu'aucun acte de fondations, ni même de titre de propriétés n'existent. Il s'agit d'un petit établissement nettement plus petit que les grandes universités de France avec celle de Paris, Montpellier et Toulouse.
Le terme studium revient souvent pour désigner cet établissement mais ne recouvrait pas dans le contexte de Billom une université au sens actuelle. Des cours de droit et d'art étaient dispensés aux étudiants. L'installation jésuite va ancrer permettre au studium ainsi qu'aux scolas de fusionner pour donner l'université au sens actuel du terme.
Après un XVe siècle semblant florissant, le XVIe siècle semble quant à lui marquer son terme ; ce nouveau siècle marque l'arrivée d'un collège de Jésuites dans la ville, fondé à l'initiative de l'évêque de Clermont, Guillaume Duprat ; ce collège étant parfois considéré comme une évolution de l'université en question et en garderait l’appellation, mais dont l'accès et l'égide serait réservé aux Jésuites.
La maison du Chapitre à Billom semble selon certaines sources être le lieu de réunion des professeurs de l'université à la fin du XVe siècle.